# Eparchia di Kotlas

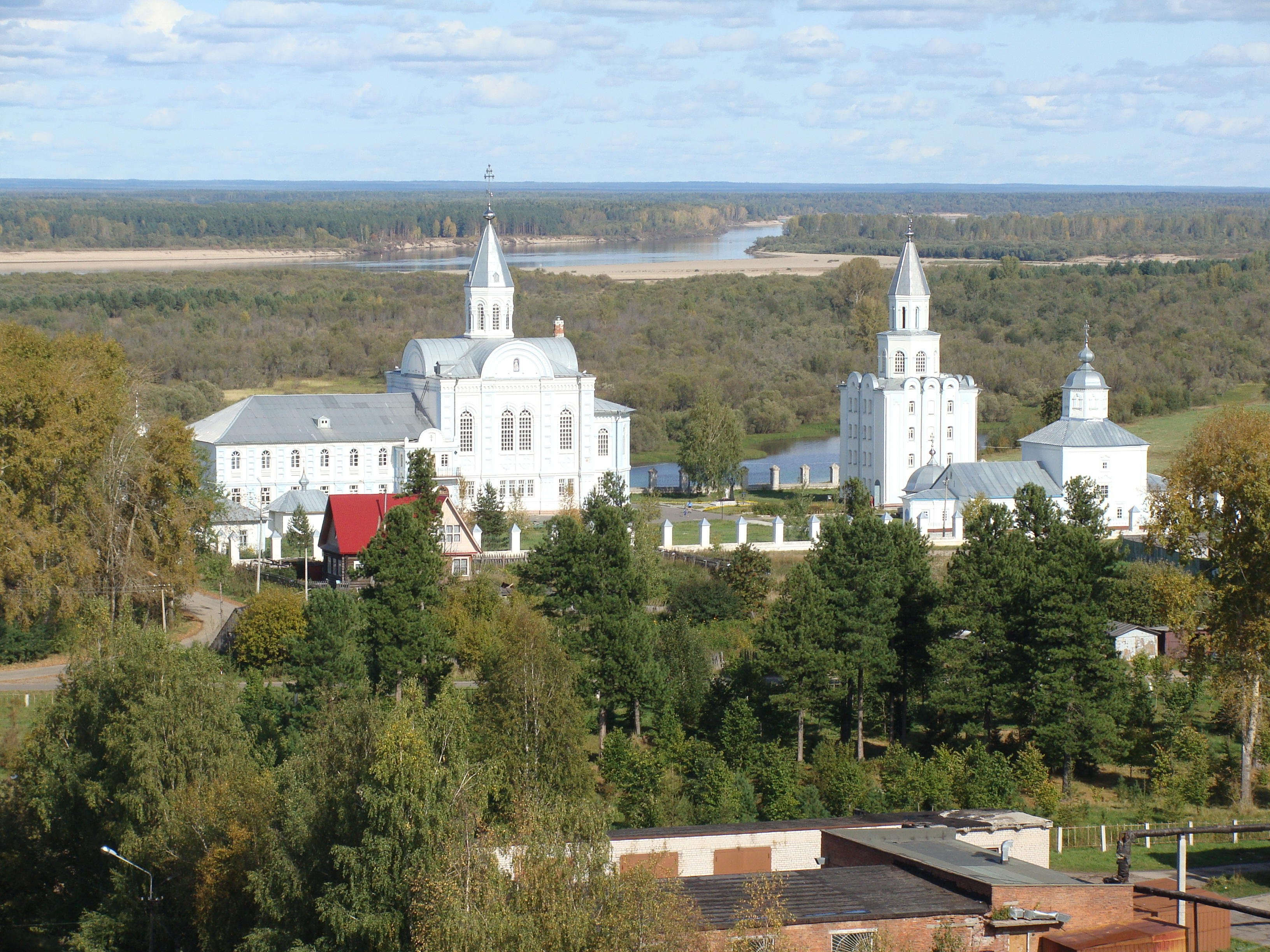
L'attuale sede dei vescovi di Kotlas nel monastero di San Nicola a Korjažma.

L'eparchia di Kotlas (in russo: Котласская епархия) è una diocesi della Chiesa ortodossa russa, appartenente alla metropolia di Arcangelo.

## Territorio
L'eparchia comprende 10 rajon nella parte meridionale dell'oblast' di Arcangelo nell'estremo nord della Russia europea: Vel'sk, Verchnjaja Tojma, Il'insko-Podomskoe, Konoša, Kotlas, Krasnoborsk, Jarensk, Njandoma, Ust'janskij e Šenkursk.
Sede eparchiale è la città di Kotlas, dove è progettata la costruzione di una nuova cattedrale. Il vescovo e la curia eparchiale hanno momentaneamente la loro sede nel monastero di San Nicola a Korjažma. L'eparca ha il titolo ufficiale di «eparca di Kotlas e Vel'sk».

## Storia
L'eparchia è stata eretta con decisione del Santo Sinodo della Chiesa ortodossa russa del 27 dicembre 2011, con territorio separato da quello dell'eparchia di Arcangelo.